# Melanotan
Melanotan är två syntetiska peptidhormoner som stimulerar melanocyterna i kroppen att producera melanin. Människans naturliga hormon för processen, α-MSH (alpha-melanocyte stimulating hormone), är omkring en tusendel så potent som Melanotan. Melanotan upptäcktes på University of Arizona under åttiotalet men har ännu inte lanserats på någon marknad och kan inte säljas lagligt i Sverige. Läkemedelsverket gick ut med ett pressmeddelande i slutet av juli 2010 och varnade för användning av Melanotan II.

## Risker med användning
En del läkare avråder från att använda Melanotan tills man vet mer om effekterna. I Läkartidningen har det rapporterats fall där förstadium till malignt melanom uppkom till följd av melanotananvändning. Injektion av okontrollerade läkemedel kan ge upphov till infektioner och blodförgiftning, från Norge beskrivs ett fall med allvarlig blodförgiftning. I Australien görs förberedande läkemedelstester för försäljning av rättighetsinnehavarna, Clinuvel Pharmaceuticals Limited.

## Kemiska egenskaper

3D-renderade animering av Melanotan-1 peptid molekyl.
(Stor storlek)

Det finns två typer, eller peptider, av Melanotan som kallas Melanotan-I och Melanotan II, eller med alternativa benämningar Melanotan-1 och Melanotan-2, MI och MII, M1 och M2. Melanotan-1, som är den peptid som planeras att lanseras på en legal marknad, kallas även alfamelanotid och läkemedlet med denna aktiva substans kallas Scenesse.
Melanotan-1 är en linjär peptid med aminosyrasekvensen Ac-Ser-Tyr-Ser-Nle-Glu-His-D-Phe-Arg-Trp-Gly-Lys-Pro-Val-NH2. Melanotan-2 är en cyklisk (ringformad) peptid med aminosyrasekvensen Ac-Nle-cyclo[Asp-His-D-Phe-Arg-Trp-Lys]-NH2. 
Förmågan att stimulera melaninproduktionen är egentligen större för Melanotan-1 men då dess linjära form tar upp mer plats går det färre molekyler per volymenhet för Melanotan-1 än för Melanotan-2. Därför har Melanotan-2 en högre potens per volymenhet[källa behövs]. 
Att mer melanin bildas i huden innebär att den tål mer solljus och blir brunare i färgen. Av denna anledning finns ett stort kommersiellt intresse för personer med dåligt naturligt pigment som kan hjälpas såväl kosmetiskt som hälsomässigt av substansen. Substansen bryts ner i magen och därför måste den upptas genom antingen injicering eller genom slemhinnor. Vanligast är injicering i fettvävnad kring buken, men man kan även föra in små kapslar med substansen under huden som avger en kontinuerlig dos under en längre tid. Preparatet finns även som nässprej, men detta är inte ett speciellt effektivt alternativ.
Melanotan-2 ger förutom ökad melaninproduktion även andra effekter på kroppen, främst ökad sexlust och erektion, vilket inte förekommer för Melanotan-1.[källa behövs] Drogen har därför ofta kallats för barbiedrog.

3D-renderade animering av Melanotan-2 molekyl.
(Stor storlek)